# Menno Fahl
Menno Fahl (* 14. April 1967 in Hannover) ist ein deutscher Bildhauer, Maler und Grafiker. Er lebt in Berlin und in einem Ort Schleswig-Holsteins.

## Leben
Menno Fahl ist 1967 in Hannover geboren. Von 1988 bis 1992 studierte er Malerei an der Muthesius Kunsthochschule Kiel bei Peter Nagel (Abschluss mit Diplom). Die künstlerische Auseinandersetzung mit der Wechselwirkung von Farbe und Raum führte ihn 1993 zu dem weiteren Studium der Bildhauerei an der Universität der Künste Berlin bei Lothar Fischer. Dieses schloss er 1997 als Meisterschüler ab. Lothar Fischer äußerte sich 1995 über Menno Fahl: „Aus dem Hintergrund der Malerei übernimmt er die Figur als Thema für den konkreten Raum, jedoch nicht als Zweck einer Darstellung, sondern als Ergebnis, das beim Spiel mit Form und Farbe entsteht. Dieser Farbe-Plastik-Dialog ist eine in der Gegenwart erstaunlich selten aufgenommene Problemstellung, denn sie wurzelt logisch in der Tradition der Europäischen Moderne dieses Jahrhunderts.“
Menno Fahl ist seit 1997 freischaffend als Künstler tätig. Von 1997 bis 2005 erhielt er einen Lehrauftrag für Malerei an der Muthesius Kunsthochschule Kiel. Seine Werke befinden sich in öffentlichen und privaten Sammlungen. Seit 1989 präsentiert er auf nationaler und internationaler Ebene Ausstellungen in Kunstvereinen, Museen, öffentlichen und privaten Galerien sowie Kunstmessen. 

## Auszeichnungen
- 1990: Reise-Stipendium des Landes Schleswig-Holstein für die Kunst-Hochschule Tallinn, Estland
- 1992: DAAD-Erasmus-Stipendium für die Königliche Akademie Den Haag, Niederlande
- 1993: Aufenthaltsstipendium im Künstlerhaus Lauenburg, Elbe
- 2003: Kunstpreis der Schleswig-Holsteinischen Wirtschaft der Dr. Dietrich Schulz Kunststiftung
- 2003: Aufenthaltsstipendium im Künstlerhaus Rostock
- 2010: Artist in Residence, Ray Hughes Gallery Sydney, Australien

## Arbeiten in Sammlungen
Museum der bildenden Künste, Leipzig; Stiftung Schleswig-Holsteinische Landesmuseen Schloss Gottorf, Schleswig; Berlinische Galerie; Richard-Haizmann-Museum Niebüll; Museum Lothar Fischer, Neumarkt i.d.OPf.; Kunsthalle Schweinfurt; Städtische Galerie Karlsruhe; Stiftung für Bildhauerei Berlin; Landesregierung Schleswig-Holstein; Willy-Brandt-Haus Berlin; Kommunale Kunstsammlung Pankow; Museum für aktuelle Kunst – Sammlung Hurrle; Sammlung Würth, Museum Würth; Sammlung Gunzenhauser, München; Sammlung Dietrich Schulz, Lübeck; Sammlung Schloss Mochental; Sammlung Ray Hughes, Sydney, Australien; Nord/LB Girozentrale Hannover; Provinzial Versicherungen Kiel; Sparkassen- und Giroverband Schleswig-Holstein; Commerzbank, Kiel; HSH Nordbank, Kiel.

## Ausstellungen
- 1992 „Palmarum“, Lübeck
- 1993 Große NRW-Ausstellung, Düsseldorf
- 1994  Kunstverein Wasserburg am Inn
- 1995 Lauenburgischer Kunstverein, Ratzeburg; „Lothar Fischer und Schüler“, Kunstverein Gräfelfing
- 1996 Stipendiaten der Landesbank-Stiftung in der Stadtgalerie Kiel; Internationale Grafik-Triennale Frechen; Kunstkreis Eching, München
- 1997 Große Kunstausstellung, München; „Skulpturen VI“, GEHAG-Forum, Berlin
- 1998 Regionalgalerie Südhessen, Darmstadt; „Try 4“, Kommunale Galerie Pankow, Berlin; „Naturarte“, Mailand, Italien (K)
- 1999 Nationale der Grafik, Augsburg; Kunstverein Kloster Mariensee; Kunstverein Offenburg; „Lys over Lolland“, Lolland, DK; „Nordskulptur 2“, Neumünster; Große Kunstausstellung München; Karl-Hofer-Gesellschaft, Berlin; Große Kunstausstellung, Düsseldorf
- 2000 Kunstverein Fürstenfeld-Bruck; „Fischer und Schüler“, Städt. Galerie Cham; Große Kunstausstellung, München; Kunstmuseet Brundlund Slot, Aabenraa, Dänemark
- 2001 Landeshaus Wiesbaden; Munkeruphus, Seeland, Dänemark; Kunstverein Augsburg, „Fischer und Schüler“; „Korpus“, Städtische Galerie Wangen; Städtische Galerie Schwarzenbek; „Klassentreffen“, Schloß Salzau
- 2002 „Menno Fahl, Winkelfigur und Stele“, Georg-Kolbe-Museum, Berlin; Kunstkreis Gräfelfing, München; Kunst-Raum-Akademie Weingarten; Große Kunstausstellung, München
- 2003 Richard-Haizmann Museum, Niebüll; Robert-Koepke-Haus, Schwalenberg; Landesvertretung Schleswig-Holstein, Berlin; „Dialoge“, Kunst und Diakonie, Wehr-Öflingen; „NORD-KUNST, Schleswig-Holstein im 20. Jhd“, Museum Moderne Kunst, Tøndern, NordseeMuseum Husum und Burgkloster, Lübeck
- 2004 Museum Junge Kunst, Frankfurt/Oder; Städtische Galerie, Cham; Kunsthalle Karlsruhe; „all about…berlin“, white box, München; „5x5 Skulptur am Pfefferberg“, Berlin; „Fadenscheinig“ NordseeMuseum Husum
- 2005 „Menno Fahl, Dr. Dietrich Schulz-Preis 2005“ Stiftung Schleswig-Holsteinische Landesmuseen Schloss Gottorf, Schleswig; „Spiegelungen“, Burgkloster, Lübeck; „219 Kilometer Berlin-Rostock“, Kunsthalle Rostock, Stipendiatenausstellung, Rostock
- 2006 Kunstverein Hohenaschau; Kunstverein Teterow; Künstlerkreis Ortenau; „Begegnungen“, Kunst und Diakonie, Stadtmuseum Wehr; „Kunst Vereint“, Schloss Hartmanndorf; Museum Lothar Fischer, Neumarkt i.d.OPf.; „multiple choice“, Brunswiker Pavillon, Kiel (K); Kommunale Galerie Friedrichshain, Berlin
- 2007 Landeshaus Kiel; Kunstverein Passau; Kunstmuseet Brundlund Slot, Aabenraa, DK (K); „multiple choice“, Stadtgalerie Brunsbüttel; “Tag der Schenkung”, Museum der bildenden Künste, Leipzig; Schleswig-Holsteinischer Landtag, Kiel (mit Philine Fahl)
- 2008 Kunstverein Haderslev, DK; GEHAG-Forum, Berlin; „Grenzlandausstellung“, Schleswig-Holsteinische Landesbibliothek, Kiel und Künstlermuseum Heikendorf
- 2009 Städtische Galerie, Lahr; Künstlermuseum Heikendorf; „Menno Fahl, Farbe Raum Figur“, Schweinfurter Kunstverein, Kunsthalle Schweinfurt; „Kunst nach 1945“, Museum der bildenden Künste, Leipzig; Kunstverein Frederiksværk, Dänemark; „Impressionen gegenwärtiger Kunst in Berlin“, Museum of Contemporary Art, Skopje, Mazedonien
- 2010 Museum Cathrinesminde, Broager, Dänemark; „Grenzlandausstellung“, „Grenzlandausstellung“ Kieler Landtag
- 2011 „Form, Figur, Auflösung“, Museum Lothar Fischer; Plastikgalerie in der Schlosskirche Neustrelitz; „Aller Zauber liegt im Bild“ Kunstverein Hohenaschau; Museum Würth, Künzelsau; Ernst Ludwig Kirchner Verein; Essenheimer Kunstverein, Galerie Bode, Nürnberg;
- 2013 Kunstverein Hockenheim mit Klaus Hack; Skulpturengarten, Galerie Bode
- 2014 "Zwischenwelten", Kunstsammlung Neubrandenburg
- 2015 "Skulptur und Malerei", Marburger Kunstverein
- 2019 Kunstforum Take Maracke, Kiel
- seit 1992 Einzel- und Gruppenausstellungen in folgenden Galerien: Galerie Prima Kunst, Kiel; Torhaus-Galerie, Panker; Galerie Ilverich, Düsseldorf; Kunst-Kabinett Usedom; Galerie Lüth, Halebüll; Galerie Tobias Schrade, Berlin und Ulm; Galerie Tedden, Düsseldorf; Galerie Klaus Lea, München; Galerie EL, Lübeck; Galerie Schübbe, Düsseldorf; Galerie Horst Dietrich, Berlin; Galerie Rothe, Frankfurt; Galerie Karl Ewald Schrade Schloss Mochental und Karlsruhe; Galerie Rolf Ohse, Bremen; Ray Hughes Gallery, Sydney; Galerie Keller, Mannheim; Galerie Jesse, Bielefeld; Galerie Reitz, Köln; Galerie Kramer Fine Art, Hamburg; Bode Galerie & Edition, Nürnberg; Galerie Netuschil, Darmstadt; Galerie Oberländer, Augsburg.